# 崇安草蜥
崇安草蜥（学名：Takydromus sylvaticus）为蜥蜴科草蜥属的爬行动物，是中国的特有物种。分布于福建等地。该物种的模式产地在福建崇安（现为武夷山市）。本种原属地蜥属（Platyplacopus），称崇安地蜥。2002年有学者研究了草蜥属系统分子关系，支持地蜥属并入草蜥属。本种随之归入草蜥属，改称“崇安草蜥”。

## 保护
本种于2023年被收录入《有重要生态、科学、社会价值的陆生野生动物名录》。